# Marstonia scalariformis
Marstonia scalariformis е вид коремоного от семейство Hydrobiidae.